# Semih Şentürk
Semih Şentürk (n. 29 aprilie 1983, İzmir, İzmir, Turcia) este un fost fotbalist turc care a evoluat la clubul İstanbul Başakşehir în Süper Lig, pe postul de atacant.
Cea mai mare parte a carierei sale, Şentürk și-a petrecut-o la Fenerbahçe, club pentru care a jucat mai bine de un deceniu, în perioada 2001–2013, în peste 200 de meciuri.
În anii 2007–2011, Şentürkk a jucat 28 de meciuri la echipa națională de fotbal a Turciei, marcând 8 goluri. A făcut parte din lotul Turciei la Euro 2008.

## Palmares

### Fenerbahçe
- Süper Lig: 2000–01, 2003–04, 2004–05, 2006–07, 2010–11
- Türkiye Kupası: 2011–12, 2012–13
- Süper Kupa: 2007, 2009

### Turcia
- Campionatul European de Fotbal

Semifinalist (1): 2008

### Individual
- Golgheter Süper Lig (17 goluri): 2007–08
- Gheata de Argint la Euro 2008

## Statistici carieră

### Jucător
La 6 aprilie 2015.
| Club                | Sezon            | Campionat | Campionat | Cupă    | Cupă   | Europa  | Europa | Total   | Total  |
| Club                | Sezon            | Meciuri   | Goluri    | Meciuri | Goluri | Meciuri | Goluri | Meciuri | Goluri |
| ------------------- | ---------------- | --------- | --------- | ------- | ------ | ------- | ------ | ------- | ------ |
| Fenerbahçe          | 2002–03          | 13        | 3         | 1       | 0      | —       | —      | 14      | 3      |
| Fenerbahçe          | 2003–04          | 13        | 1         | 1       | 1      | —       | —      | 14      | 2      |
| Fenerbahçe          | 2004–05          | 3         | 0         | 1       | 0      | —       | —      | 4       | 0      |
| Fenerbahçe          | 2005–06          | 22        | 9         | 5       | 4      | 1       | 0      | 28      | 13     |
| Fenerbahçe          | 2006–07          | 18        | 1         | 7       | 7      | 7       | 2      | 32      | 10     |
| Fenerbahçe          | 2007–08          | 27        | 17        | 3       | 0      | 8       | 2      | 38      | 19     |
| Fenerbahçe          | 2008–09          | 24        | 7         | 5       | 1      | 6       | 6      | 35      | 14     |
| Fenerbahçe          | 2009–10          | 21        | 6         | 2       | 1      | 6       | 0      | 29      | 7      |
| Fenerbahçe          | 2010–11          | 25        | 10        | 4       | 4      | 2       | 0      | 31      | 14     |
| Fenerbahçe          | 2011–12          | 22        | 1         | 3       | 2      | —       | —      | 25      | 3      |
| Fenerbahçe          | 2012–13          | 17        | 1         | 8       | 3      | 2       | 0      | 27      | 4      |
| Fenerbahçe          | 2013–14          | 0         | 0         | 0       | 0      | 0       | 0      | 0       | 0      |
| Fenerbahçe          | Total            | 205       | 56        | 40      | 23     | 32      | 9      | 277     | 89     |
| Antalyaspor         | 2013–14          | 13        | 3         | 5       | 2      | —       | —      | 18      | 5      |
| Antalyaspor         | Total            | 13        | 3         | 5       | 2      | —       | —      | 18      | 5      |
| İstanbul Başakşehir | 2014–15          | 21        | 11        | 1       | 0      | —       | —      | 22      | 11     |
| İstanbul Başakşehir | Total            | 21        | 11        | 1       | 0      | —       | —      | 22      | 11     |
| Totaluri carieră    | Totaluri carieră | 239       | 70        | 46      | 25     | 32      | 9      | 317     | 105    |

### Internațional
| Turcia | Turcia  | Turcia |
| An     | Meciuri | Goluri |
| ------ | ------- | ------ |
| 2007   | 2       | 0      |
| 2008   | 6       | 5      |
| 2009   | 7       | 1      |
| 2010   | 10      | 2      |
| 2011   | 3       | 0      |
| Total  | 28      | 8      |

### Goluri internaționale
| #  | Data              | Stadion                                         | Adversar        | Scor  | Rezultat | Competiția                                             |
| -- | ----------------- | ----------------------------------------------- | --------------- | ----- | -------- | ------------------------------------------------------ |
| 1. | 29 mai 2008       | MSV-Arena, Duisburg, Germania                   | Finlanda        | 2 – 0 | 2–0      | Meci amical                                            |
| 2. | 11 iunie 2008     | St. Jakob-Park, Basel, Elveția                  | Elveția         | 1 – 1 | 2–1      | UEFA Euro 2008                                         |
| 3. | 20 iunie 2008     | Ernst Happel Stadion, Viena, Austria            | Croația         | 1 – 1 | 1–1      | UEFA Euro 2008                                         |
| 4. | 25 iunie 2008     | St. Jakob-Park, Basel, Elveția                  | Germania        | 2 – 2 | 2–3      | UEFA Euro 2008                                         |
| 5. | 6 septembrie 2008 | Hrazdan Stadium, Erevan, Armenia                | Armenia         | 0 – 2 | 0–2      | Calificările pentru Campionatul Mondial de Fotbal 2010 |
| 6. | 1 aprilie 2009    | Ali Sami Yen Stadium, İstanbul, Turcia          | Spania          | 1 – 0 | 1–2      | Calificările pentru Campionatul Mondial de Fotbal 2010 |
| 7. | 26 mai 2010       | Veterans Stadium, New Britain, Connecticut, SUA | Irlanda de Nord | 2 – 0 | 2–0      | Meci amical                                            |
| 8. | 7 septembrie 2010 | Șükrü Saracoğlu Stadium, İstanbul, Turcia       | Belgia          | 2 – 1 | 3–2      | Preliminariile Campionatului European de Fotbal 2012   |